# Северна доктрина
„Северна доктрина“ или „Доктрина за експанзия на север“ (на японски: 北進論, Хокушинрон) е политическа доктрина на Японската империя отпреди началото на Втората световна война, според която Манджурия и Сибир са сфери на особен интерес заради икономическия си потенциал и трябва да станат обект на японската експанзия в Азия. Поддръжниците на тази доктрина се наричат „Група за удар на север“ и се радват на широката подкрепа на Японската имперска армия, но плановете за осъществяването ѝ се изоставят след поражението в битката при Халхин Гол през 1939 г. Вместо това се възприема противоположната „Южна доктрина“ (南進論, Наншинрон), според която Югоизточна Азия и тихоокеанските острови притежават по-голям икономически интерес и завземането им ще донесе ресурсите на европейските колониални сили след неутрализирането им в Тихия океан.

## Зараждане
След победата в Китайско-японската война (1894 – 1895 г.), северната доктрина е в основата на японската външна политика. Следствие от нея е японското завземане на Тайван през 1895 г. и японо-корейският договор от 1910 г., според който е анексирана Корея. След Руско-японската война (1904 – 1905 г.), принц Ямагата Аритомо, който е военен и идеологически архитект на северната доктрина вижда в нея отбранителна стратегия срещу Русия. През февруари 1907 г. са поставени двете стратегии за национална отбрана: Нашу Хокушин Рон (南守北進, Отбраняване на юг и настъпление на север) и Хокушу Наншин Рон (北守南進, Отбраняване на север и настъпление на юг) стават обект на разгорещени спорове сред висшето политическо и военно командване. След Първата световна война японските войски участват в Сибирската интервенция по време на Гражданската война в Русия с надеждата да се премахне потенциалната руска заплаха в бъдеще чрез откъсване на територии в Сибир и създаването на буферна марионетна държава. Те остават до 1922 г. с надеждата да се осъществи идеята за трайно заемане на територии на изток от езерото Байкал.

## Завземане на Манджурия
Важна стъпка за осъществяването на Северната доктрина е завземането на Манджурия, като по този начин се осигури широка сухопътна граница със Съветския съюз. През 1931 г. в резултат на Мукденския инцидент определени елементи в Квантунската армия на своя глава предоставят претекст за завземането на китайската област Манджурия. Въпреки това армията разполага само с 12 000 души и военният министър Садао Араки (привърженик на Северната доктрина и на евентуално нападение над СССР) урежда прехвърлянето на сили от японската армия в Корея (установена там след анексирането на страната през 1910 г.) без позволението на правителството в Токио, които да окажат съдействие в Манджурия. След успешното завземане на Манджурия, министър-председателят Рейджиро Вакацуки е изправен пред свършен факт и подава оставка в знак на протест. Араки разполага с реалната власт в новото правителство отново в качеството си на военен министър и в новозаетите територии впоследствие се създава марионетната държава Манджоу-го.

## Разцепление сред военните
Северната доктрина е подкрепяна главно от армията. Висши военни като генерал Кенкичи Уеда смятат, че основният враг на Япония е комунизма и трябва да се сложи ръка върху природните богатства в северната част на Азия. Генерал Юкио Касахара също поддържа настъпление на север, вярвайки че Съветският съюз представлява сериозна заплаха, но и възможност за японска експанзия.
Въпреки това, в армейските редици се поражда спор, как точно да се постъпи. Радикалната ултранационалистическа „Фракция на императорския път“ (Кодоха) се настоява за изненадващо нападение над СССР, докато по-умерената консервативна „Фракция на контрола“ (Тосейха) предпочита постепенна експанзия, обуздаване на неподчинението на армията и понататъшни военни действия в Китай. Към това се добавя и сериозният разрив между армията и флота, който води началото си от периода Мейджи и често е белязан от насилие. От началото на 1930 г., армията вижда в лицето на СССР най-голямата заплаха за Япония, което обяснява подкрепата и за Северната доктрина. Флота от своя страна поддържа „Южната доктрина“ и за него големият съперник е САЩ, а стратегическите интереси са в Югоизточна Азия и Тихия океан. В средата на 30-те години има сериозна вероятност за сблъсък между армията и флота заради тяхното противопоставяне по въпроса с военната експанзия.

## Събития от 1936 г.
Фракцията „Кодоха“, която подкрепя идеята за настъпление на север има силни позиции в армията по време на мандата на Садао Араки (1931 – 1934 г.) След като той се оттегля заради здравословни проблеми през 1934 г., повечето офицери са заменени с поддръжници на „Тосейха“. Това води до неуспешния опит за държавен преврат от страна на членове на „Кодоха“ („Инцидент от 26 февруари 1936 г.“). След неуспеха на преврата се провежда чистка насочена срещу генералите от „Кодоха“, включително и Араки, който е принуден да се пенсионира през 1936 г.
Планът за защита на империята, разработен през юни 1936 г., балансира северната и южна доктрина като се настоява армията и флотът да възприемат предпазлив подход спрямо „враговете си“. Целта на плана е да бъдат завзети територии, богати на природни ресурси (най-вече петрол), които Япония не притежава, но биха били жизнено необходими за икономическото и развитие. На теория „Северната доктрина“ би предоставила природните богатства а Сибир след нападение през Манджурия. „Южната доктрина“ би довела до завземане на Холандските източни индии и други френски и британски колонии. Транспортирането на ценните ресурси би било възможно след създаването на т, нар. „Великата източноазиатска сфера на просперитет“. Европейските държави владеят Югоизточна Азия повече от век, а японската външна политика не разполага с достатъчно опит в региона. Осъществяването на „Южната доктрина“ би довело до широкомащабен конфликт с Великите сили.
През ноември 1936 г. Япония и Нацистка Германия подписват Антикоминтерновския пакт. Според клаузите му, в случай на нападение от страна на Съветския съюз, двете страни се съгласяват на консултации за това какви мерки да вземат за да „защитят общите си интереси“. Също така е постигнато съгласие да не подписват никакви политически споразумения със Съветския съюз, а Германия признава Манджоу-го.

## Съветско-японски гранични сблъсъци
През 1932 г. се случват няколко гранични сблъсъка със Съветския съюз без официално обявяване на война. Действията на японските полеви офицери и командващи по границата на Съветския съюз с Манджоу-го и Монголия водят до тежкото поражение в битката при Халхин Гол (1939 г.). Квантунската армия понася значителни жертви и репутацията и сериозно се разклаща. Заради съветското превъзходство по численост и тежко въоръжение всякакви следващи агресивни стъпки се оказват невъзможни. Генерал Уеда, обаче, продължава да подкрепя действията на офицерите си и е непреклонен в убеждението си да осъществи „Северната доктрина“. Той е привикан обратно в Япония в края на 1939 г. и е принуден да се пенсионира. Квантунската армия впоследствие е прочистена от поддръжница на експанзията на север, както и от множество непокорни елементи.

## Отказ от „Северната доктрина“
След военните поражения на армията, флотът утвърждава позициите си с подкрепата на редица мощни „Дзайбацу“ (икономически конгломерати), които смятат че в техен интерес е да се изпълни желанието на флота. Несполуката на монголския фронт, започналата война с Китай както и неблагосклонното отношение на западните държави спрямо експанзионистичните планове на Япония водят до възприемане на „Южната доктрина“ и насочване към ресурсите на Югоизточна армия и неутрализиране на съперниците в Тихия океан. Япония и Съветския съюз подписват пакт за ненападение през април 1941 г., който позволява да се съсредоточат усилията за войната в Тихия океан. След германското нападение над СССР през юни 1941 г., Япония не се присъединява и не отваря втори фронт в Далечния Изток. Военните действия между двете страни ще започнат чак през август 1945 г. след като СССР обявява война на Япония.